# ホタテフライ

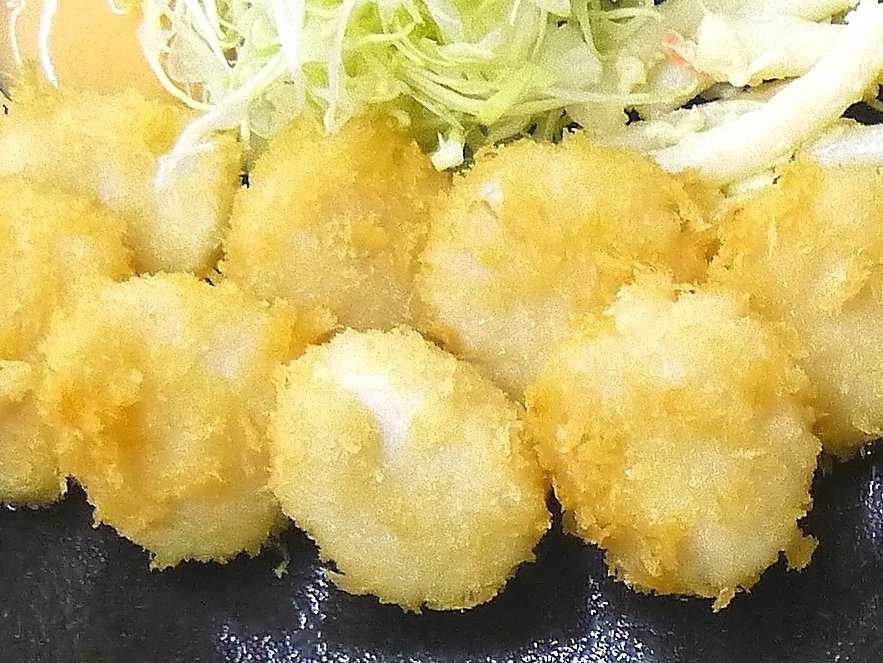
青森県おさない食堂のホタテフライ

ホタテフライは、ホタテガイを食材にしたフライ料理である。

## 作り方
調理師の槙かおるは以下のような調理手順を紹介している。
1. 材料のホタテガイに切れ目を入れる
2. 小麦粉、卵、水を合わせた衣を付け、パン粉をまぶして冷蔵庫で休ませる
3. 170℃の油できつね色になるまで揚げる
4. 醤油・ポン酢・マヨネーズなどで作ったソースをかけて食べる

料理研究家の小川聖子は日本テレビの『キユーピー3分クッキング』で以下のような調理手順を紹介している。
1. ホタテガイに塩コショウを振る
2. 小麦粉、卵、パン粉を順に付け、手で軽く押さえて落ち着かせる
3. 180℃の油できつね色になるまで揚げる
4. マヨネーズ・味噌などで作ったソースをかけて食べる

## 外食
豚カツ店の松のや、ホタテ料理専門店のホタテん家など、さまざまな店で販売されている。エビフライやカキフライなどとともにミックスフライとして販売されることもある。